# Dehio-Handbuch

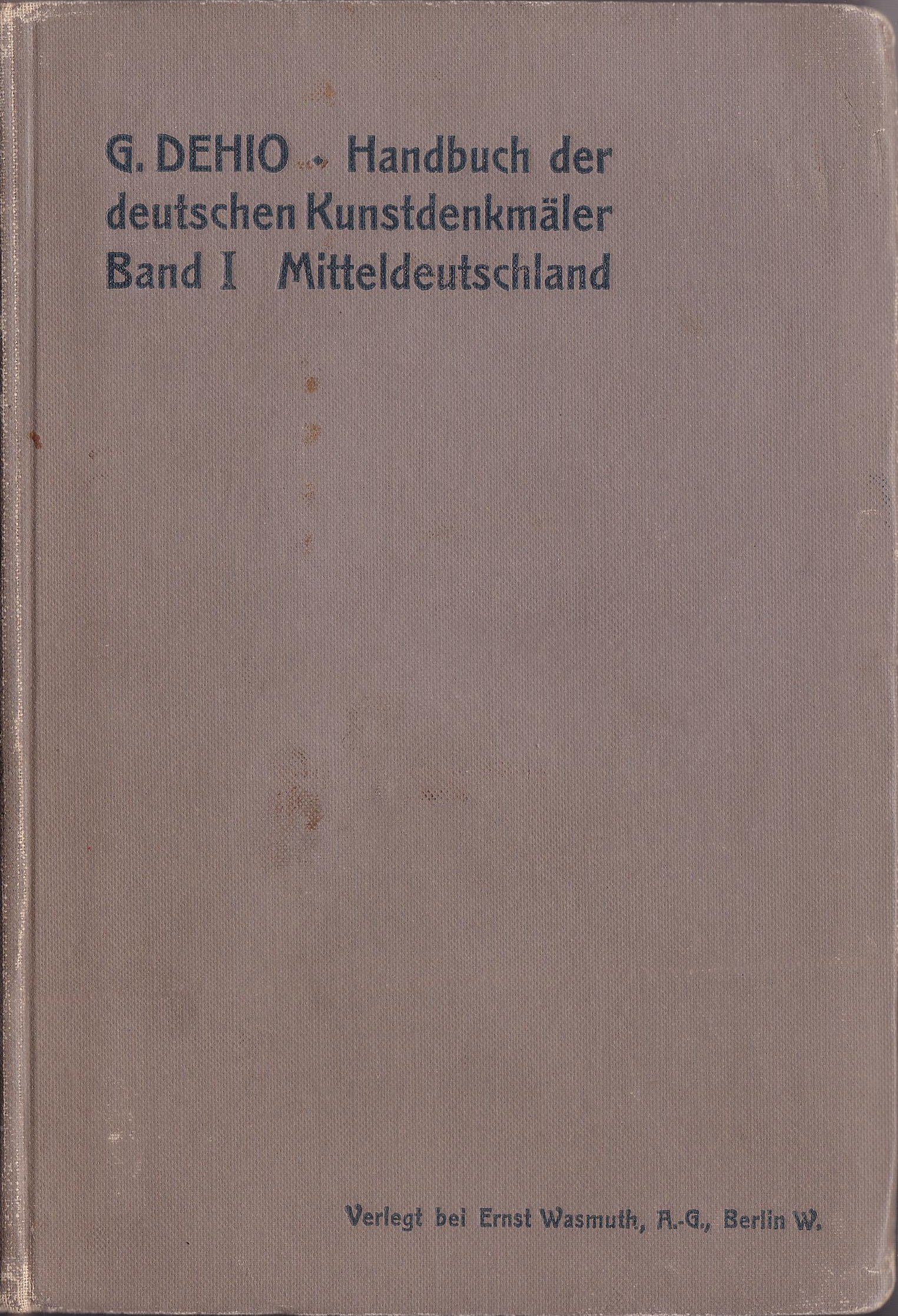
Georg Dehio: Handbuch der deutschen Kunstdenkmäler. Band I. Mitteldeutschland. Ernst Wasmuth, Berlin 1905.

Das Dehio-Handbuch (kurz auch „Dehio“ oder „Der Dehio“) ist ein von dem deutschen Kunsthistoriker Georg Dehio begründetes, beschreibendes Verzeichnis (Kunstführer) der kunsthistorisch bedeutendsten Kunstdenkmäler und ihrer Ausstattung im deutschsprachigen Raum. Der Sammelbegriff „Der Dehio“ umfasst die regional weiter untergliederten Reihen Georg Dehio – Handbuch der Deutschen Kunstdenkmäler (seit 1905, erster Bearbeiter: Georg Dehio), Dehio-Handbuch – Die Kunstdenkmäler Österreichs (seit 1933/1953) und Dehio-Handbuch der Kunstdenkmäler Polens (seit 1993). Seit 2024 bestehen die online frei abrufbaren Datenbanken Dehio digital Deutschland und Digitaler Dehio Ostmitteleuropa.
Das Dehio-Handbuch sollte ursprünglich Nachschlagewerk sowie auch handlicher Begleiter für unterwegs sein. Die nicht baugebundenen Werke der Bildenden Kunst werden insoweit mit erfasst, als sie sich nicht in Museen und Galerien befinden. Während die Bände für Deutschland eine wertende Auswahl enthalten, die 2024 auf etwa zehn Prozent des Denkmalbestands geschätzt wurde, sind die österreichischen Dehio-Bände als nahezu vollständiges Inventar der Baudenkmale angelegt.

## Geschichte des Handbuchs

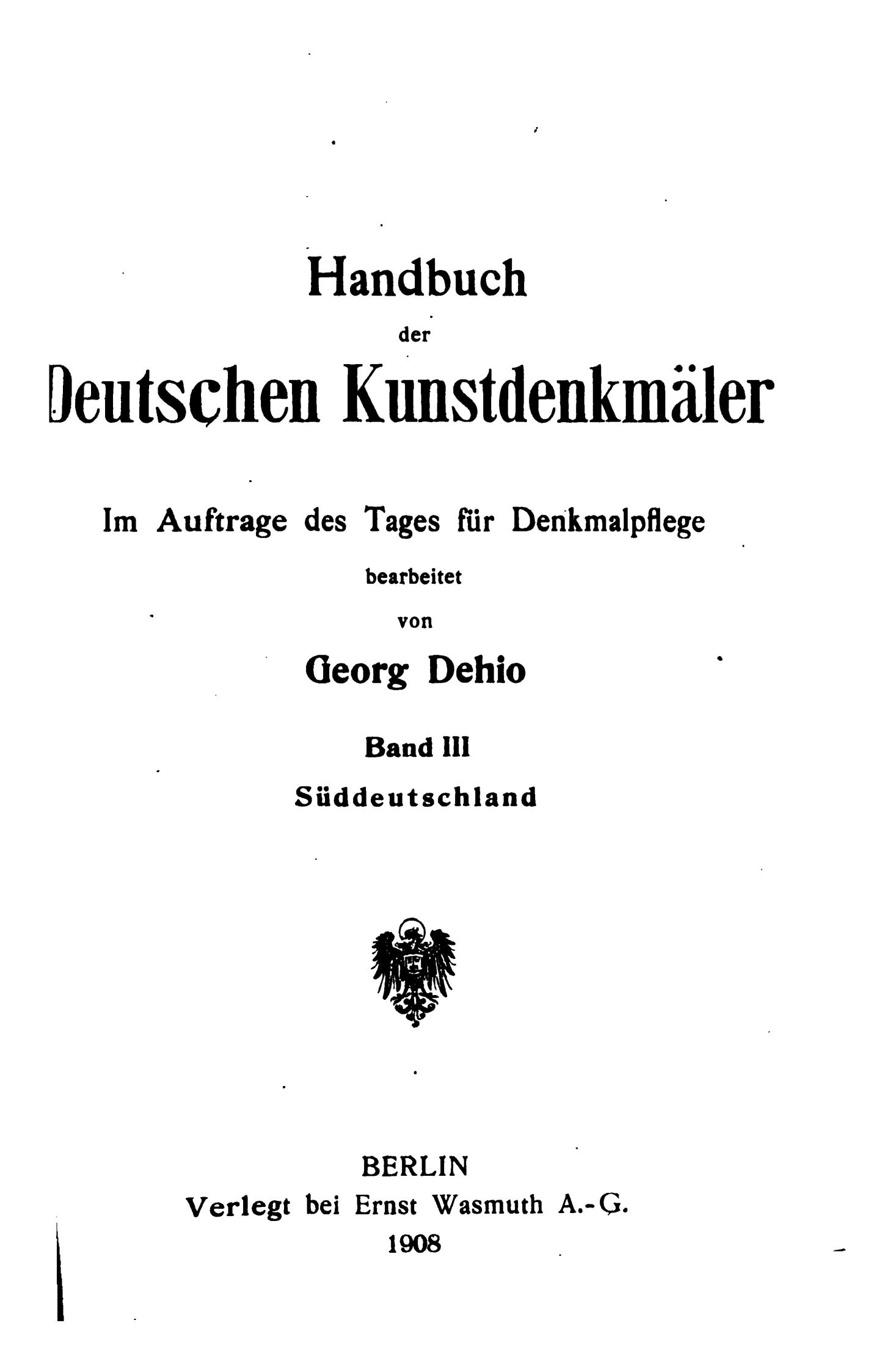
Georg Dehio: Handbuch der deutschen Kunstdenkmäler. Band III. Süddeutschland. Ernst Wasmuth, Berlin 1908, Titelblatt

### Deutschland
Der deutsche Kunsthistoriker Georg Dehio hatte 1899 die Idee zu einem Handbuch der deutschen Kunstdenkmäler. Im Jahr 1900 verfasste er ein „Programm zu einem Handbuche der deutschen Kunstdenkmäler“ und stellte es dem im selben Jahr in Dresden tagenden ersten deutschen Tag für Denkmalpflege vor. Nach dessen positivem Votum wurde Dehio durch eine Kommission, die aus Cornelius Gurlitt, Hugo Loersch und Adolf von Oechelhaeuser bestand, mit der Erstellung eines Handbuchs der deutschen Kunstdenkmäler beauftragt. Die Herausgabe der ersten fünf Bände wurde mit je 10.000 Mark Druckkostenzuschuss aus Mitteln des kaiserlichen Dispositionsfonds’ gefördert, so dass anfangs ein Verkaufspreis von 4 Mark pro Band gewährleistet war.
Das Handbuch sollte nach Dehios eigenen Worten im Vorwort des ersten Bandes von 1905 „eine Sichtung und Auswahl nach einheitlichem Maßstab [sein]; es berücksichtigt das ganze deutsche Kunstgebiet gleichmäßig; es drängt den Stoff in knappste Form zusammen; es will ein Nachschlagebuch für die Arbeit am Schreibtisch und zugleich ein bequemes Reisehandbuch sein, durch billigen Preis jedermann zugänglich“. Dehio griff auf das Textschema zurück, das Wilhelm Lotz für seine 1862/1863 in zwei Bänden erschienene Kunst-Topographie Deutschlands entwickelt hatte, nämlich die Denkmale nach der alphabetischen Ordnung ihrer Standorte vorzustellen und in einer sehr verknappten und formelhaften Sprache zu beschreiben. In Anbetracht der seit der Arbeit von Lotz sprunghaft angewachsenen kunsthistorischen Literatur verzichtete er aber auf Literaturangaben bei den Artikeln bereits inventarisierter Objekte und verwies nur noch auf das betreffende offizielle Inventar der Kunstdenkmale. Im Wesentlichen ist es bis heute so geblieben, wenn auch die Denkmalsbeschreibungen an Umfang bedeutend zunahmen und auf die meisten der von Lotz eingeführten und noch von Dehio für die Beschreibung der Denkmale verwendeten Abkürzungen später verzichtet wurde.
Beim „Ur-Dehio“, d. h. der ersten, von Georg Dehio erarbeiteten Ausgabe, zwischen 1905 und 1912 erschienen, war das Gebiet des Deutschen Reiches in fünf Teilbearbeitungsgebiete eingeteilt, für die jeweils ein Band herausgegeben wurde (siehe: Übersicht über alle erschienenen Ausgaben). Nachdrucke und Neubearbeitungen dieser Bände erschienen zwischen 1914 und 1944. Bis 1928 wurde das Dehio-Handbuch im Verlag Ernst Wasmuth, danach im Deutschen Kunstverlag veröffentlicht. Die Betreuung des Handbuchs oblag seit 1941 der Dehio-Vereinigung, nachdem Georg Dehio bereits 1932 verstorben war.
In Deutschland erschienen zwischen 1935 und 1964 von Ernst Gall neu bearbeitete Bände („Dehio-Gall-Bände“). Gall, den Dehio als Nachfolger für die Projektleitung vorgeschlagen hatte, rückte von einer streng alphabetischen Auflistung der Orte ab und gruppierte den Stoff der einzelnen Bände nach Regionen, um Exkursionen bequemer planen zu können.
Nach dem Tod Galls 1958 gründete sich die Dehio-Vereinigung neu. Sie orientierte sich bei den nun folgenden, seit 1964 erscheinenden und bis heute weitergeführten Neubearbeitungen des Dehio-Handbuchs an den Bundesländern und kehrte wieder zur alphabetischen Auflistung der Orte zurück. Auch hier erscheinen in der Regel unregelmäßig Neuauflagen. Manchmal wurde das Bearbeitungsgebiet der Bände neu zugeschnitten.
Von 2001 bis 2008 wurde das Dehio-Handbuch von einem Herausgebergremium getragen, das sich aus der Dehio-Vereinigung, der Vereinigung der Landesdenkmalpfleger in der Bundesrepublik Deutschland und der Deutschen Stiftung Denkmalschutz zusammensetzte. 2008 zog sich letztere aus der Herausgeberschaft zurück, um sich mehr ihren Hauptaufgaben widmen zu können.

### DDR
Von 1965 bis 1988 erschienen unter der Hand von Edgar Lehmann im Einvernehmen mit der Dehio-Vereinigung und mit Genehmigung des Deutschen Kunstverlages für das Gebiet der DDR – mit Ausnahme des nicht mehr fertiggestellten Bandes über die Bezirke Erfurt, Gera und Suhl – sechs Bände im Akademie-Verlag Berlin, bearbeitet von der Arbeitsstelle für Kunstgeschichte bei der Akademie der Wissenschaften, später beim Institut für Denkmalpflege der DDR. Nach der Vereinigung der beiden deutschen Staaten am 3. Oktober 1990 erschienen die ersten Neuausgaben des Handbuchs für die neuen, ostdeutschen Bundesländer 1996–2003.

### Österreich
Das Dehio-Handbuch wird seit 1933 auch für Österreich herausgegeben. Federführend tätig für die österreichischen Bände waren anfangs Dagobert Frey und Karl Ginhart. Für die österreichischen Bände lautete der Titel der Reihe 1933–1938 Georg Dehio. Handbuch der deutschen Kunstdenkmäler, 1938–1941 Georg Dehio. Handbuch der deutschen Kunstdenkmäler in der Ostmark, 1943 Handbuch der Kunstdenkmäler in den Donau- und Alpengauen und seit 1945 Dehio-Handbuch. Die Kunstdenkmäler Österreichs. Die Bände erscheinen im Verlag Berger (früher im Verlag Anton Schroll & Co.). Sie werden seit 1953 vom Österreichischen Bundesdenkmalamt herausgegeben.
Anders als in Deutschland stellen die österreichischen Dehio-Bände dem eigenen Anspruch nach „ein nahezu vollständiges Inventar der Baudenkmale“ dar. Da das Bundesdenkmalamt die Leitung des Unternehmens innehatte, sollte das österreichische Dehio-Handbuch neben seiner Aufgabe als topographische Reiseliteratur zugleich auch ein erstes flächendeckendes Kurzinventar der gesamten Republik werden.

### Polen
Seit 1993 erscheinen Bände für Polen. Als Reihenname wurde zunächst Dehio-Handbuch der Kunstdenkmäler Polens, später Dehio-Handbuch Kunstdenkmäler in Polen gewählt.

### Auswahl und Sternchen-Objekte
Die Volumen der Dehio-Handbücher und die Anzahl der Dehio-Objekte haben im Laufe der Jahrzehnte und mit der fortschreitenden Inventarisation der Denkmale enorm zugenommen.
Über die aktuelle Zahl der in den deutschen Dehio-Handbüchern erfassten Objekte und deren Anteil am gesamten Denkmalbestand gibt es von Handbuchbearbeitern unterschiedliche Angaben: Während für die Neubearbeitung des Hessen-Bandes 2005 „eine wertende Gesamtübersicht über das qualitativ oberste Drittel des Denkmalbestandes“ angestrebt wurde, stellte 2024 das Mitglied der Dehio-Vereinigung Ralph Paschke fest, dass vom Gesamtbestand der in Deutschland etwa eine Million denkmalgeschützten Objekte in den gedruckten Dehio-Bänden 10 % („etwa 100.000 Objekte“) ausgewählt seien.
Die Auswahlkriterien für Dehio-Objekte sind nicht in allen Bänden identisch, was nicht ohne fachliche Kritik blieb. Bisweilen werden auch nicht mehr existierende Objekte beschrieben und nicht überall ist die Beschreibung an einen offiziellen Denkmalstatus gebunden.
Ein bekanntes Merkmal der Dehio-Bände sind seit den 1960er Jahren bewertende „Dehio-Sternchen“, d. h. der zuweilen an der Seite des Satzspiegels erscheinende Asteriskos, was auf eine Initiative des Deutschen Kunstverlags zurückging und ein Vorbild in den seit 1846 gebräuchlichen Auszeichnungen der Baedeker-Reiseführer hatte. Überliefert ist die gegen Klassifizierungs-Bedenken von Denkmalpflegern schließlich entscheidende Begründung des Verlegers Michael Meier: „Für die den Dehio nutzenden Reisenden solle gelten, dass die Aufnahme eines Objektes im Dehio einen Umweg auf ihrem touristischen Stadtspaziergang auslösen möge. Ein Sternchen hingegen solle darüber hinaus signalisieren, dass das Objekt eine eigene Reise wert sei. Dies sei nur ein Hinweis für Reisende, keinesfalls jedoch ein Urteil über die Bedeutung hinsichtlich des Denkmalschutzes.“ Die Sternchen werden zunächst von den Handbuch-Bearbeitern vorgeschlagen und dann vom Redaktionsausschuss geprüft; in einem Band soll die Anzahl von 150 Sternchen nicht überschritten werden. In den 2024 für Deutschland vorliegenden 22 Dehio-Bänden sind etwa 3.300 Objekte mit einem Sternchen ausgezeichnet.

## Aktuelle Ausgaben

### Deutschland
Mit Stand 2012 deckten insgesamt 24 Bände das gesamte Gebiet der Bundesrepublik Deutschland ab. Die Bände werden regelmäßig überarbeitet und bei Bedarf auch neu verfasst.
- Baden-Württemberg I. Die Regierungsbezirke Stuttgart und Karlsruhe. Deutscher Kunstverlag, München 1993, ISBN 3-422-03024-7.[25]
- Baden-Württemberg II. Die Regierungsbezirke Freiburg und Tübingen. Deutscher Kunstverlag, München 1997, ISBN 3-422-03030-1.[25]
- Bayern I. Franken. 2. Aufl. Deutscher Kunstverlag, München 1999, ISBN 3-422-03051-4.[26][27]
- Bayern II. Niederbayern. 2. Aufl. Deutscher Kunstverlag, München 2008, ISBN 978-3-422-03122-7.[28]
- Bayern III. Schwaben. 2. Aufl. Deutscher Kunstverlag, München 2008, ISBN 978-3-422-03116-6.
- Bayern IV. München und Oberbayern. 3. Aufl. Deutscher Kunstverlag, München 2006, ISBN 3-422-03115-4.
- Bayern V. Regensburg und die Oberpfalz. 2. Aufl. Deutscher Kunstverlag, München 2008, ISBN 978-3-422-03118-0.
- Berlin. 3. Aufl. Deutscher Kunstverlag, München 2006, ISBN 3-422-03111-1.
- Brandenburg. 2. Aufl. Deutscher Kunstverlag, München 2012, ISBN 978-3-422-03123-4.
- Bremen, Niedersachsen. 2. Aufl. Deutscher Kunstverlag, München 1992, ISBN 3-422-03022-0.
- Hamburg, Schleswig-Holstein. 3. Aufl. Deutscher Kunstverlag, München 2009, ISBN 978-3-422-03120-3.
- Hessen I. Regierungsbezirke Gießen und Kassel. Deutscher Kunstverlag, München 2008, ISBN 978-3-422-03092-3.[19]
- Hessen II. Regierungsbezirk Darmstadt. 1. Aufl. der Neubearbeitung. Deutscher Kunstverlag, München 2008, ISBN 978-3-422-03117-3.[19]
- Mecklenburg-Vorpommern. 2., überarb. und erw. Aufl. Deutscher Kunstverlag, München 2016, ISBN 978-3-422-03128-9.
- Nordrhein-Westfalen I. Rheinland. Deutscher Kunstverlag, München 2005, ISBN 3-422-03093-X.[29]
- Nordrhein-Westfalen II. Westfalen. Deutscher Kunstverlag, München 2011, ISBN 978-3-422-03114-2.[30][31]
- Rheinland-Pfalz, Saarland. 2. Aufl. Deutscher Kunstverlag, München 1984, ISBN 3-422-00382-7.
- Sachsen I. Regierungsbezirk Dresden. Deutscher Kunstverlag, München 1996, ISBN 3-422-03043-3.[32]
  - Dresden (Sonderband). Deutscher Kunstverlag, München 2005, ISBN 3-422-03110-3.
- Sachsen II. Regierungsbezirke Leipzig und Chemnitz. Deutscher Kunstverlag, München 1998, ISBN 3-422-03048-4.[32]
- Sachsen-Anhalt I. Regierungsbezirk Magdeburg. Deutscher Kunstverlag, München 2002, ISBN 3-422-03069-7.
- Sachsen-Anhalt II. Regierungsbezirke Dessau und Halle. Deutscher Kunstverlag, München 1999, ISBN 3-422-03065-4.
- Thüringen. 2. Auflage. Deutscher Kunstverlag, München 2003, ISBN 3-422-03095-6.
- Mitteldeutschland. Unveränderter Nachdruck der Ausgabe von 1905. Deutscher Kunstverlag, München 1991, ISBN 3-422-03023-9. (Sonderausgabe zum 70. Jahre des Deutschen Kunstverlags 1921–1991)

### Österreich
- Dehio Burgenland. ISBN 3-7031-0493-7 (1976/1980/2011).
- Dehio Niederösterreich – nördlich der Donau. ISBN 3-7031-0652-2 (2010).
- Dehio Niederösterreich – südlich der Donau. ISBN 3-85028-364-X (2003).
- Dehio Oberösterreich (1956).
- Dehio Oberösterreich – Band I – Mühlviertel. ISBN 978-3-85028-362-5 (2003).
- Dehio Oberösterreich – Band II – Linz. ISBN 978-3-85028-483-7 (2009).
- Dehio Oberösterreich – Band III – Innviertel. ISBN 978-3-85028-770-8 (2020).
- Dehio Salzburg. ISBN 3-7031-0599-2 (1986).
- Dehio Steiermark – Graz. ISBN 3-7031-0475-9 (1979).
- Dehio Steiermark (ohne Graz). ISBN 978-3-85028-422-6 (1982/2006).
- Dehio Kärnten. ISBN 3-7031-0712-X (2001).
- Dehio Tirol. ISBN 3-7031-0488-0 (1980).
- Dehio Vorarlberg. ISBN 3-7031-0585-2 (1983).
- Dehio Wien – I. Bezirk Innere Stadt. ISBN 3-85028-366-6 (2007).
- Dehio Wien – II.–IX. und XX. Bezirk. ISBN 3-7031-0680-8 (1993).
- Dehio Wien – X.–XIX. und XXI.–XXIII. Bezirk. ISBN 3-7031-0693-X (1997).

### Polen
Für Polen ist als erster Band einer neuen Reihe Dehio – Handbuch der Kunstdenkmäler in Polen in Zusammenarbeit mit dem Herder-Institut und dem Krajowy Ośrodek Badań i Dokumentacji Zabytków, Warschau, erschienen:
- Schlesien. Hrsg. von Ernst Badstübner, Dietmar Popp, Andrzej Tomaszewski und Dethard von Winterfeld. Deutscher Kunstverlag, München / Berlin 2005, ISBN 3-422-03109-X.

Im Jahr 2020 ist erschienen:
- Kleinpolen, Bd. I–III. Hrsg. von Wojciech Bałus und Dietmar Popp; Deutscher Kunstverlag, Berlin/München 2020, ISBN 978-3-422-03125-8.

Bereits früher ist erschienen:
- Westpreußen und Ostpreußen. Deutscher Kunstverlag, München 1993, ISBN 3-422-03025-5.[33][34]

## Übersicht über alle erschienenen Ausgaben der Dehio-Handbuch-Reihen

### Deutsches Reich, Deutsche Schweiz und Elsass-Lothringen 1905 bis 1944
Die ersten Bände bearbeitet von Georg Dehio.
- Band 1: Mitteldeutschland, 1. Aufl. 1905[35], 2. Aufl. 1914[36], 3. Aufl. 1924, unveränderte Nachdrucke 1937, 1938, 1943, 1991
- Band 2: Nordostdeutschland, 1. Aufl. 1906[37], 2. Aufl. 1922, 3. Aufl. 1926, unveränderte Nachdrucke 1930, 1940, 1943
- Band 3: Süddeutschland, 1. Aufl. 1908[38], 2. Aufl. 1920, 3. Aufl. 1925[39], unveränderte Nachdrucke 1934, 1936, 1940
- Band 4: Südwestdeutschland, 1. Aufl. 1911[40], 2. Aufl. 1926[41] (ergänzt durch die Deutsche Schweiz und Elsass-Lothringen), unveränderte Nachdrucke (ohne Deutsche Schweiz und ohne Elsass-Lothringen) 1933, 1935, 1937, 1942
- Band 4b: Elsass-Lothringen, unveränderte Nachdrucke aus der Auflage 1926 des Bandes 4, 1940, 1942
- Band 5: Nordwestdeutschland, 1. Aufl. 1912[42], 2. Aufl. 1928[43], unveränderte Nachdrucke 1941, 1944

### Österreich 1933–1943
- Kärnten, Salzburg, Steiermark, Tirol und Vorarlberg, 1933, 1938
- Wien, Niederösterreich, Oberösterreich und Burgenland, 1935
- Wien und Niederdonau, 1941
- Oberdonau, 1941
- Salzburg, Tirol und Vorarlberg, 1938, 1943

### „Dehio-Gall-Bände“ 1935 bis 1964
Bearbeitet von Ernst Gall.
- Niedersachsen und Westfalen, 1. Aufl. 1935, unveränderter Nachdruck 1949
- Die Rheinlande, 1. Aufl. 1938, unveränderter Nachdruck 1949
- Hessen-Nassau, 1. Aufl. 1942
- Rheinfranken, 1. Aufl. 1943
- Pfalz und Rheinhessen (linksrheinischer Teil des Bandes „Rheinfranken“), 1. Aufl. 1951, unveränderter Nachdruck 1961
- Nördliches Hessen, 1. Aufl. 1950, unveränderte Nachdrucke 1955, 1960
- Südliches Hessen, 1. Aufl. 1950, 2. Aufl. 1955, unveränderter Nachdruck 1961
- Oberbayern, 1. Aufl. 1952, 2. Aufl. 1956, unveränderte Nachdrucke 1960, 1964
- Östliches Schwaben, 1. Aufl. 1954
- Westliches Schwaben, 1. Aufl. 1956
- Deutschordensland Preußen, 1. Aufl. 1952

### Österreich seit 1953
- Burgenland 1976, 1980
- Graz 1979
- Kärnten 1976, 1981, Kärnten 2001
- Niederösterreich 1953, 1955, 1962, 1973, 1976; seither in Teilbänden (Niederösterreich nördlich der Donau 1990, Niederösterreich südlich der Donau 2003)
- Oberösterreich 1956, 1958, 1960, 1971, 1977; seither in Teilbänden (Mühlviertel 2003, Linz 2009, Innviertel 2020)
- Salzburg 1954, 1963, Salzburg 1986
- Steiermark (ohne Graz) 1982, 2006
- Tirol 1960, 1973, Tirol 1980
- Vorarlberg, 1983
- Wien 1954, 1960, 1973; seither in Teilbänden (Wien Vorstädte 1993, Wien Vororte 1996, Wien Innere Stadt 2003)

### Bundesrepublik Deutschland 1964–1992
- Baden-Württemberg, 1964, 1979
- Bayern I: Franken, 1979
- Bayern II: Niederbayern, 1988
- Bayern III: Schwaben, 1989
- Bayern IV: München und Oberbayern, 1990
- Bayern V: Regensburg und Oberpfalz, 1991
- Bremen, Niedersachsen, 1977; 2., neubearbeitete und stark erweiterte Auflage, 1992
- Hamburg, Schleswig-Holstein, 1971
- Hessen, 1966, 1975, 1982
- Nordrhein-Westfalen I: Rheinland, 1967, 1978
- Nordrhein-Westfalen II: Westfalen, 1969, 1977, 1986
- Rheinland-Pfalz, Saarland, 1972, 1984

### Deutsche Demokratische Republik 1965–1987
- Die Bezirke Dresden, Karl-Marx-Stadt, Leipzig, 1965, 1990
- Die Bezirke Neubrandenburg, Rostock, Schwerin, 1968, 1980, 1990
- Der Bezirk Magdeburg, 1974, 1990
- Der Bezirk Halle, 1976, 1990
- Die Bezirke Berlin und Potsdam, 1983, 1988
- Die Bezirke Cottbus und Frankfurt/Oder, 1987

### Deutschland ab 3. Oktober 1990
- Baden-Württemberg I: Regierungsbezirke Stuttgart und Karlsruhe, 1993[25]
- Baden-Württemberg II: Regierungsbezirke Freiburg und Tübingen, 1997[25]
- Bayern I: Franken. Die Regierungsbezirke Oberfranken, Mittelfranken und Unterfranken, 2., durchgesehene und ergänzte Auflage, 1999[26][27]
- Bayern II: Niederbayern. Landshut, Passau, Straubing, 2008[28]
- Bayern III: Schwaben. Augsburg, Allgäu, Bodensee, 2. überarbeitete Auflage, 2008
- Bayern IV: München und Oberbayern, 1996 (nur München),
- Bayern IV: München und Oberbayern, Garmisch-Partenkirchen, Rosenheim, Berchtesgadener Land, 3. durchgesehene und ergänzte Auflage, 2006
- Bayern V: Regensburg und die Oberpfalz. 2., durchgesehene und ergänzte Auflage, 2008
- Berlin, 1994, 2000, 3., durchgesehene und ergänzte Auflage, 2006
- Brandenburg, 2000, durchgesehen und erweitert 2012
- Hamburg, Schleswig-Holstein, 1994, 2009
- Hessen I: Die Regierungsbezirke Gießen und Kassel, 2008[19]
- Hessen II: Der Regierungsbezirk Darmstadt, 2., durchgesehene und ergänzte Auflage, 2008[19]
- Mecklenburg-Vorpommern, 2000; 2., überarbeitete und erweiterte Auflage, 2016
- Nordrhein-Westfalen I: Rheinland, neu bearbeitet, 2005[29]
- Nordrhein-Westfalen II: Westfalen, 2011[30][31]
- Sachsen I: Der Regierungsbezirk Dresden, 1996[32]
- Sachsen II: Die Regierungsbezirke Leipzig und Chemnitz, 1998[32]
- Sachsen-Anhalt I: Regierungsbezirk Magdeburg, 2002
- Sachsen-Anhalt II: Regierungsbezirke Dessau und Halle, 1999
- Thüringen, 1998[32], 2. Auflage, 2003; 3., vollständig überarbeitete und erweiterte Auflage, 2025

Sonderbände
- Dresden, 2005
- Mitteldeutschland, Nachdruck der Erstausgabe von 1905, 1991
- Stadtkreis Potsdam, Nachdruck aus der Ausgabe „Die Bezirke Berlin und Potsdam“ von 1988, 1993

### Polen ab 1993
- Westpreußen und Ostpreußen, 1993[33]
- Schlesien, 2005
- Kleinpolen (3 Bde.), 2020

## Digitale Version der modernen Ausgaben
Seit Ende 2024 ist das Portal DEHIO DE - Kunstdenkmäler Deutschland im Internet frei zugänglich. Es handelt sich um eine digitale Version der aktuellen Ausgaben des bislang nur in Papierform verfügbaren Nachschlagewerks "Handbuch der deutschen Kunstdenkmäler". In dem Portal sind die Texte aller aktuellen Bände des Handbuchs, derzeit noch mit Ausnahme von Berlin und Hamburg, online publiziert. Die Inhalte sind über Freitextsuche und auch über strukturierte Metadaten recherchierter. Integriert ist zudem eine Bilddatenbank: So gibt es bereits bebilderte Handbuch-Einträge der Bände Hessen I und Hessen II sowie Schleswig-Holstein (Stand Dezember 2024). Das Portal wurde am  Deutschen Dokumentationszentrum für Kunstgeschichte – Bildarchiv Foto Marburg in Zusammenarbeit mit der Dehio-Vereinigung als dem Herausgeberkreis sowie gemeinsam mit dem digiCULT-Verbund seit 2020 entwickelt.

## Bildhandbücher
Als Ergänzung zum Dehio erschien ebenfalls im Deutschen Kunstverlag die Reihe Deutsche Kunstdenkmäler – Ein Bildhandbuch. In der DDR wurden die Bände von der Edition Leipzig herausgegeben.

## Vergleichbare nationale und internationale Werke (Beispiele)

### Kunstführer durch die Schweiz
Für das Gebiet der Schweiz erscheint seit 1934 in immer wieder überarbeiteten Auflagen der Kunstführer durch die Schweiz, der zuerst von Hans Jenny bearbeitet wurde und nunmehr in fünf Bänden in Neuauflage (2005 ff.) von der Gesellschaft für Schweizerische Kunstgeschichte herausgegeben wird. Ebenso wie das Dehio-Handbuch liefert er eine wesentliche Grundlage für die allgemeine Kunsttopografie.

### The Buildings of England (Pevsner Architectural Guides)
Von 1951 bis 1974 wurde die von dem Kunsthistoriker Nikolaus Pevsner begründete, nach Grafschaften gegliederte Architekturführerreihe The Buildings of England (Die Bauten Englands) im Penguin Verlag herausgegeben. Die mit einer Startauflage von 30.000 Exemplaren begonnene Serie erreichte 46 Bände. Nachdem die ersten Titel im Taschenbuchformat erschienen waren, folgten später auch Festeinbände mit Schutzumschlag. Ende der 1970er Jahre wurde die Reihe mit Bearbeitungen für Schottland, Wales und Irland ergänzt. Während Wales mit dem Band für Gwynedd 2009 und Schottland mit den Bänden für Lanarkshire und Renfrewshire im November 2016 abgeschlossen wurde, liegt für Irland, dessen erste Bände bereits 1979 erschienen waren, noch keine abschließende Bearbeitung vor, ja wurde für einzelne Gebiete noch nicht einmal mit den erforderlichen Forschungsarbeiten begonnen. Die meisten Bände erfuhren Folgeauflagen, die überwiegend von anderen Autoren verfasst wurden. Die Bände werden nunmehr vom Verlag Yale University Press verlegt.

### Le Guide du Patrimoine
In Frankreich hat der Verlag Hachette zwischen 1992 und 1996 fünf Bände (Île-de-France, 1992; Paris, 1994; Centre – Val de Loire, 1995; Champagne Ardenne, 1995; Languedoc-Roussillon, 1996) des unter Leitung von Jean-Marie Pérouse de Montclos veröffentlichten Guide du Patrimoine herausgebracht.

### Reclams Kunstführer
Zwischen 1957 und 1994 erschien im Reclam-Verlag nach dem Vorbild des Dehio die mehrere Bände umfassende Reihe Reclams Kunstführer. Im Gegensatz zum Dehio-Handbuch behandelte dieser Kunstführer auch zahlreiche Nachbarstaaten, wie beispielsweise Frankreich, Österreich, Italien und die Schweiz. Außerdem enthielten die einzelnen Bände auch Abbildungen.

### Die Bau- und Kunstdenkmale in der DDR
Von 1978 bis 1990 edierte der Henschelverlag die vom Institut für Denkmalpflege der DDR herausgegebene Reihe Die Bau- und Kunstdenkmale in der DDR. Die Bände waren mit reichlich s/w-Fotos ausgestattet, die den Bauzustand vieler Innenstädte in der DDR-Zeit unter denkmalpflegerischem Gesichtspunkt anschaulich dokumentieren. Grundsätzlich sollte jedem Bezirk ein nach Stadt- und Landkreisen, für Berlin nach Stadtbezirken, geordneter Band gewidmet werden; für Berlin gab es jedoch eine zweibändige Ausgabe.
Die Reihe begann 1978 mit dem Band für den Bezirk Potsdam, dessen 2. Auflage bereits 1979 folgte. Aufgrund der im Ergebnis der Grenzöffnung 1989 veränderten politischen Lage wurde 1990 kurzfristig ein Auszug nur für den Stadt- und Landkreis Potsdam mit leicht verändertem Layout des Schutzumschlags publiziert. Dieser Ausgabe war neben dem erläuternden Vorwort zusätzlich ein 20-seitiger Fototeil mit Messbildaufnahmen von 1911/12 vorangestellt, die das alte, unzerstörte Potsdam, u. a. der Alte Markt mit Rathaus und Palast Barberini, die Garnisonkirche, die Heiligengeistkirche, den Stadtkanal oder das Stadtschloss nebst Innenräumen, zeigten.
Es folgten 1980 Frankfurt/Oder, 1982 Neubrandenburg (2. Auflage 1986) und 1983/1987 Berlin (Hauptstadt der DDR); der erste Band von Berlin erlebte 1984 eine Nachauflage. Der letzte Band in der DDR erschien 1990 unter dem Titel Mecklenburgische Küstenregion. Mit den Städten Rostock und Wismar; die östliche Küstenregion bis zur polnischen Grenze fehlte also zunächst.
Erst 1995 folgte noch in derselben Gestaltung der bereits in der DDR-Zeit geplante Titel Die Bau- und Kunstdenkmale in Mecklenburg-Vorpommern: Vorpommersche Küstenregion. Mit dem nun vom Landesamt für Denkmalpflege Mecklenburg-Vorpommern wiederum im Henschel Verlag herausgegebenen Band wurde die Bearbeitung der ehemaligen DDR-Küstenregion vervollständigt und auch eine Beschreibung des Denkmalbestandes der Hansestädte Stralsund und Greifswald sowie der Insel Rügen und der Halbinsel Usedom vorgelegt.
Die Reihe erreichte damit insgesamt nur sechs Titel in sieben Bänden und deckte so nur den größten Teil der Fläche der mittleren und nördlichen Bezirke der DDR ab. Der Nord-Bezirk Schwerin und der gesamte Süden des ehemaligen DDR-Gebiets blieben aufgrund der Wiedervereinigung, die die Weiterführung des Projekts obsolet werden ließ, unbearbeitet.